# Borussia Verein für Leibesübungen 1900 Mönchengladbach 2009-2010
Questa voce raccoglie le informazioni riguardanti il Borussia Verein für Leibesübungen 1900 Mönchengladbach nelle competizioni ufficiali della stagione 2009-2010.

## Stagione
Nella stagione 2009-2010 il Borussia Mönchengladbach, allenato da Michael Frontzeck, concluse il campionato di Bundesliga al 12º posto. In Coppa di Germania il Borussia Mönchengladbach fu eliminato al secondo turno dal Duisburg.

## Rosa
| N. |                        | Ruolo | Calciatore                 |
| -- | ---------------------- | ----- | -------------------------- |
| 30 | Belgio (bandiera)      | P     | Logan Bailly               |
| 1  | Germania (bandiera)    | P     | Christofer Heimeroth       |
| 21 | Germania (bandiera)    | P     | Frederic Löhe              |
| 41 | Germania (bandiera)    | P     | Marc-André ter Stegen      |
| 4  | Paesi Bassi (bandiera) | D     | Roel Brouwers              |
| 6  | Germania (bandiera)    | D     | Jan-Ingwer Callsen-Bracker |
| 3  | Belgio (bandiera)      | D     | Filip Daems                |
| 31 | Brasile (bandiera)     | D     | Dante                      |
| 23 | Germania (bandiera)    | D     | Christian Dorda            |
| 20 | Francia (bandiera)     | D     | Jean-Sébastien Jaurés      |
| 15 | Germania (bandiera)    | D     | Thomas Kleine              |
| 22 | Germania (bandiera)    | D     | Tobias Levels              |
| 19 | Israele (bandiera)     | C     | Gal Alberman               |
| 18 | Venezuela (bandiera)   | C     | Juan Arango                |
| 26 | Stati Uniti (bandiera) | C     | Michael Bradley            |

| N. |                        | Ruolo | Calciatore       |
| -- | ---------------------- | ----- | ---------------- |
| 42 | Germania (bandiera)    | C     | Patrick Herrmann |
| 24 | Germania (bandiera)    | C     | Tony Jantschke   |
| 14 | Germania (bandiera)    | C     | Thorben Marx     |
| 8  | Paesi Bassi (bandiera) | C     | Marcel Meeuwis   |
| 13 | Russia (bandiera)      | C     | Roman Neustädter |
| 7  | Canada (bandiera)      | C     | Paul Stalteri    |
| 29 | Germania (bandiera)    | A     | Fabian Bäcker    |
| 10 | Paraguay (bandiera)    | A     | Raúl Bobadilla   |
| 9  | Israele (bandiera)     | A     | Roberto Colautti |
| 16 | Canada (bandiera)      | A     | Rob Friend       |
| 25 | Germania (bandiera)    | A     | Moses Lamidi     |
| 40 | Algeria (bandiera)     | A     | Karim Matmour    |
| 27 | Germania (bandiera)    | A     | Oliver Neuville  |
| 11 | Germania (bandiera)    | A     | Marco Reus       |

## Organigramma societario
Area tecnica
- Allenatore: Michael Frontzeck
- Allenatore in seconda: Frank Geideck, Manfred Stefes
- Preparatore dei portieri: Uwe Kamps
- Preparatori atletici: Andreas Bluhm

## Risultati

### Bundesliga

#### Girone di andata
| Arbitro: | Kempter |

|                              |           |                                      |
| Azaouagh 51’, 52’ Šesták 63’ | Marcatori | 19’ Arango 26’ Colautti 41’ Brouwers |

| Arbitro: | Schmidt |

|                          |           |           |
| Brouwers 23’ Matmour 52’ | Marcatori | 53’ Kačar |

| Arbitro: | Perl |

|                            |           |  |
| Pizarro 21’, 38’ Naldo 88’ | Marcatori |  |

| Arbitro: | Sippel |

|                        |           |  |
| Bobadilla 29’ Reus 84’ | Marcatori |  |

| Arbitro: | Gagelmann |

|          |           |  |
| Kluge 6’ | Marcatori |  |

| Arbitro: | Stark |

|                         |           |                                              |
| Arango 10’ Colautti 17’ | Marcatori | 21’ Salihović 86’ Maicosuel 89’ Obasi 90’ Ba |

| Arbitro: | Kinhöfer |

|                                          |           |  |
| Idrissou 54’ Abdessadki 72’ Schuster 80’ | Marcatori |  |

| Arbitro: | Gräfe |

|  |           |             |
|  | Marcatori | 38’ Barrios |

| Arbitro: | Fleischer |

|                         |           |             |
| Madlung 45’ Gentner 90’ | Marcatori | 90’ Bradley |

| Mönchengladbach 24 ottobre 2009, ore 15:30 CEST 10ª giornata | Borussia M'gladbach | 0 – 0 referto | Colonia | Borussia-Park (54 067 spett.)\| Arbitro: \| Kircher \| |
| Arbitro:                                                     | Kircher             |               |         |                                                        |

| Arbitro: | Aytekin |

|                            |           |                               |
| Trochowski 13’ Roberto 47’ | Marcatori | 39’ Reus 76’ Dante 82’ Friend |

| Mönchengladbach 7 novembre 2009, ore 15:30 CET 12ª giornata | Borussia M'gladbach | 0 – 0 referto | Stoccarda | Borussia-Park (47 053 spett.)\| Arbitro: \| Perl \| |
| Arbitro:                                                    | Perl                |               |           |                                                     |

| Arbitro: | Sippel |

|                      |           |                                 |
| Schwegler 86’ (rig.) | Marcatori | 54’ (aut.) Nikolov 65’ Brouwers |

| Arbitro: | Stark |

|         |           |  |
| Reus 5’ | Marcatori |  |

| Arbitro: | Weiner |

|                         |           |              |
| Gómez 19’ Badstuber 75’ | Marcatori | 28’ Brouwers |

| Arbitro: | Kempter |

|                                                                        |           |                           |
| Haggui 15’ (aut.), 90’ (aut.) Friend 22’ Djakpa 58’ (aut.) Bradley 68’ | Marcatori | 36’, 69’ Konan 87’ Schulz |

| Arbitro: | Drees |

|                             |           |                        |
| Kroos 18’, 69’ Derdiyok 60’ | Marcatori | 36’ Brouwers 54’ Dante |

#### Girone di ritorno
| Arbitro: | Rafati |

|            |           |                      |
| Bäcker 79’ | Marcatori | 12’ Šesták 35’ Dedič |

| Berlino 23 gennaio 2010, ore 15:30 CET 19ª giornata | Hertha Berlino | 0 – 0 referto | Borussia M'gladbach | Olympiastadion (46 090 spett.)\| Arbitro: \| Schmidt \| |
| Arbitro:                                            | Schmidt        |               |                     |                                                         |

| Arbitro: | Brych |

|                                         |           |                                        |
| Reus 4’ Colautti 13’ Bobadilla 18’, 35’ | Marcatori | 26’ Özil 40’ Pizarro 85’ (rig.) Frings |

| Arbitro: | Kircher |

|              |           |  |
| Svensson 43’ | Marcatori |  |

| Arbitro: | Meyer |

|                         |           |             |
| Colautti 27’ Friend 74’ | Marcatori | 47’ Bunjaku |

| Arbitro: | Stark |

|                                 |           |                               |
| Ibišević 69’ Eduardo 89’ (rig.) | Marcatori | 31’ (rig.) Daems 51’ Colautti |

| Arbitro: | Sippel |

|              |           |           |
| Brouwers 72’ | Marcatori | 56’ Cissé |

| Arbitro: | Weiner |

|                               |           |  |
| Großkreutz 13’ Zidan 54’, 70’ | Marcatori |  |

| Arbitro: | Perl |

|  |           |                                                 |
|  | Marcatori | 41’ Misimović 49’ (rig.), 80’ Džeko 58’ Gentner |

| Arbitro: | Brych |

|             |           |          |
| Maniche 79’ | Marcatori | 55’ Reus |

| Arbitro: | Zwayer |

|              |           |  |
| Brouwers 43’ | Marcatori |  |

| Arbitro: | Fleischer |

|                           |           |          |
| Marica 66’ Kuzmanović 83’ | Marcatori | 33’ Reus |

| Arbitro: | Kinhöfer |

|                   |           |  |
| Reus 6’ Dante 56’ | Marcatori |  |

| Arbitro: | Aytekin |

|                                   |           |               |
| Rakitić 8’, 47’ (rig.) Farfán 45’ | Marcatori | 16’ Bobadilla |

| Arbitro: | Weiner |

|          |           |           |
| Reus 60’ | Marcatori | 73’ Klose |

| Arbitro: | Stark |

|                                                                  |           |              |
| Haggui 16’ Pinto 23’ Konan 27’ Hanke 39’ Chahed 53’ Bruggink 74’ | Marcatori | 69’ Herrmann |

| Arbitro: | Wagner |

|              |           |            |
| Brouwers 55’ | Marcatori | 34’ Helmes |

### Coppa di Germania
| Arbitro: | Kinhöfer |

|          |           |                         |
| Ross 72’ | Marcatori | 27’ Arango 59’ Colautti |

| Arbitro: | Fritz |

|  |           |              |
|  | Marcatori | 90’ Andersen |

## Statistiche

### Statistiche di squadra
| Competizione      | Punti | In casa | In casa | In casa | In casa | In casa | In casa | In trasferta | In trasferta | In trasferta | In trasferta | In trasferta | In trasferta | Totale | Totale | Totale | Totale | Totale | Totale | DR  |
| Competizione      | Punti | G       | V       | N       | P       | Gf      | Gs      | G            | V            | N            | P            | Gf           | Gs           | G      | V      | N      | P      | Gf     | Gs     | DR  |
| ----------------- | ----- | ------- | ------- | ------- | ------- | ------- | ------- | ------------ | ------------ | ------------ | ------------ | ------------ | ------------ | ------ | ------ | ------ | ------ | ------ | ------ | --- |
| Bundesliga        | 39    | 17      | 8       | 5       | 4       | 25      | 22      | 17           | 2            | 4            | 11           | 18           | 38           | 34     | 10     | 9      | 15     | 43     | 60     | -17 |
| Coppa di Germania | -     | 1       | 0       | 0       | 1       | 0       | 1       | 1            | 1            | 0            | 0            | 2            | 1            | 2      | 1      | 0      | 1      | 2      | 2      | 0   |
| Totale            | -     | 18      | 8       | 5       | 5       | 25      | 23      | 18           | 3            | 4            | 11           | 20           | 39           | 36     | 11     | 9      | 16     | 45     | 62     | -17 |

### Andamento in campionato
| Giornata  | 1 | 2 | 3  | 4 | 5 | 6  | 7  | 8  | 9  | 10 | 11 | 12 | 13 | 14 | 15 | 16 | 17 | 18 | 19 | 20 | 21 | 22 | 23 | 24 | 25 | 26 | 27 | 28 | 29 | 30 | 31 | 32 | 33 | 34 |
| --------- | - | - | -- | - | - | -- | -- | -- | -- | -- | -- | -- | -- | -- | -- | -- | -- | -- | -- | -- | -- | -- | -- | -- | -- | -- | -- | -- | -- | -- | -- | -- | -- | -- |
| Luogo     | T | C | T  | C | T | C  | T  | C  | T  | C  | T  | C  | T  | C  | T  | C  | T  | C  | T  | C  | T  | C  | T  | C  | T  | C  | T  | C  | T  | C  | T  | C  | T  | C  |
| Risultato | N | V | P  | V | P | P  | P  | P  | P  | N  | V  | N  | V  | V  | P  | V  | P  | P  | N  | V  | P  | V  | N  | N  | P  | P  | N  | V  | P  | V  | P  | N  | P  | N  |
| Posizione | 6 | 4 | 10 | 5 | 9 | 10 | 12 | 15 | 17 | 15 | 12 | 14 | 12 | 11 | 11 | 11 | 11 | 11 | 12 | 12 | 13 | 11 | 11 | 12 | 12 | 12 | 12 | 12 | 12 | 11 | 12 | 12 | 13 | 12 |

Legenda:

Luogo: C = Casa; T = Trasferta. Risultato: V = Vittoria; N = Pareggio; P = Sconfitta.

### Statistiche dei giocatori
| Giocatore          | Bundesliga | Bundesliga | Bundesliga  | Bundesliga | Coppa di Germania | Coppa di Germania | Coppa di Germania | Coppa di Germania | Totale   | Totale | Totale      | Totale     |
| Giocatore          | Presenze   | Reti       | Ammonizioni | Espulsioni | Presenze          | Reti              | Ammonizioni       | Espulsioni        | Presenze | Reti   | Ammonizioni | Espulsioni |
| ------------------ | ---------- | ---------- | ----------- | ---------- | ----------------- | ----------------- | ----------------- | ----------------- | -------- | ------ | ----------- | ---------- |
| L. Bailly          | 29         | 0          | 1           | 0          | 1                 | 0                 | 0                 | 0                 | 30       | 0      | 1           | 0          |
| C. Heimeroth       | 5          | 0          | 0           | 0          | 1                 | 0                 | 0                 | 0                 | 6        | 0      | 0           | 0          |
| F. Löhe            | -          | -          | -           | -          | -                 | -                 | -                 | -                 | -        | -      | -           | -          |
| M. Stegen          | -          | -          | -           | -          | -                 | -                 | -                 | -                 | -        | -      | -           | -          |
| R. Brouwers        | 34         | 8          | 1           | 0          | 2                 | 0                 | 0                 | 0                 | 36       | 8      | 1           | 0          |
| J. Callsen-Bracker | -          | -          | -           | -          | -                 | -                 | -                 | -                 | -        | -      | -           | -          |
| F. Daems           | 18         | 1          | 1           | 0          | -                 | -                 | -                 | -                 | 18       | 1      | 1           | 0          |
| Dante              | 32         | 3          | 5           | 1          | 2                 | 0                 | 0                 | 0                 | 34       | 3      | 5           | 1          |
| C. Dorda           | -          | -          | -           | -          | -                 | -                 | -                 | -                 | -        | -      | -           | -          |
| J. Jaurés          | 16         | 0          | 3           | 0          | 2                 | 0                 | 0                 | 0                 | 18       | 0      | 3           | 0          |
| T. Kleine          | 14         | 0          | 0           | 0          | -                 | -                 | -                 | -                 | 14       | 0      | 0           | 0          |
| T. Levels          | 32         | 0          | 9           | 0          | 2                 | 0                 | 1                 | 0                 | 34       | 0      | 10          | 0          |
| G. Alberman        | -          | -          | -           | -          | -                 | -                 | -                 | -                 | -        | -      | -           | -          |
| J. Arango          | 34         | 2          | 4           | 0          | 2                 | 1                 | 0                 | 0                 | 36       | 3      | 4           | 0          |
| M. Bradley         | 29         | 2          | 5           | 0          | 2                 | 0                 | 1                 | 0                 | 31       | 2      | 6           | 0          |
| P. Herrmann        | 13         | 1          | 0           | 0          | -                 | -                 | -                 | -                 | 13       | 1      | 0           | 0          |
| T. Jantschke       | 6          | 0          | 0           | 0          | -                 | -                 | -                 | -                 | 6        | 0      | 0           | 0          |
| T. Marx            | 28         | 0          | 4           | 0          | 1                 | 0                 | 0                 | 0                 | 29       | 0      | 4           | 0          |
| M. Meeuwis         | 18         | 0          | 2           | 0          | 1                 | 0                 | 0                 | 0                 | 19       | 0      | 2           | 0          |
| R. Neustädter      | 2          | 0          | 0           | 0          | -                 | -                 | -                 | -                 | 2        | 0      | 0           | 0          |
| P. Stalteri        | 3          | 0          | 0           | 0          | -                 | -                 | -                 | -                 | 3        | 0      | 0           | 0          |
| F. Bäcker          | 2          | 1          | 0           | 0          | -                 | -                 | -                 | -                 | 2        | 1      | 0           | 0          |
| R. Bobadilla       | 30         | 4          | 5           | 0          | 1                 | 0                 | 0                 | 0                 | 31       | 4      | 5           | 0          |
| R. Colautti        | 23         | 5          | 1           | 0          | 2                 | 1                 | 0                 | 0                 | 25       | 6      | 1           | 0          |
| R. Friend          | 26         | 3          | 2           | 0          | -                 | -                 | -                 | -                 | 26       | 3      | 2           | 0          |
| M. Lamidi          | 3          | 0          | 0           | 0          | 1                 | 0                 | 0                 | 0                 | 4        | 0      | 0           | 0          |
| K. Matmour         | 25         | 1          | 5           | 0          | 2                 | 0                 | 0                 | 0                 | 27       | 1      | 5           | 0          |
| O. Neuville        | 12         | 0          | 0           | 0          | 2                 | 0                 | 0                 | 0                 | 14       | 0      | 0           | 0          |
| M. Reus            | 33         | 8          | 0           | 0          | 2                 | 0                 | 0                 | 0                 | 35       | 8      | 0           | 0          |